# オイリアンテ
『オイリアンテ』（Euryanthe）作品81（J. 291）は、ウェーバーが作曲したドイツ語のオペラ。『オイリュアンテ』とも。
台本は中世フランスのロマンス「ジェラール・ド・ヌヴェールと徳高く貞節なウリアン・ド・サヴォワの物語」を元に、ヘルミーナ・フォン・シェジーが書いた。1823年10月25日にウィーンのケルントナートーア劇場で初演された。上演には3時間近くを要するが、現在では全編が上演・演奏されることは少なく、序曲が単独で取り上げられることが多い。

## 序曲
劇中の旋律を用い、ソナタ形式で構成されている。提示部は変ホ長調の堂々とした第1主題と、変ロ長調でアリア調の第2主題からなる。続いて少数のヴァイオリンによって悲しげな旋律が奏でられる。展開部はフガートで、イ短調から転調を繰り返して緊張を高める。変ホ長調に戻ると形通りの再現部となる。曲全体を付点8分音符+16分音符のリズムが支配することで、軽快な音楽となっている。演奏時間は9分程度。
日本では、NHK-FM「オペラファンタスティカ」のオープニングで序奏が用いられているほか、徳島県唯一の民放テレビ局である四国放送 (JRT)が、序奏及び結尾部を15秒に編集し、テレビの「徳島新聞ニュース」のテーマ曲として用いており、県内ではタイトル映像の「鳴門海峡の渦潮」と結び付けられて県民に広く認知されている。なお徳島県は、日本で最初にベートーヴェンの『第九』が演奏されたところである。

### 編成
フルート2、オーボエ2、クラリネット2、ファゴット2、ホルン4、トランペット2、トロンボーン3、ティンパニ、弦五部。

## 改訂
本作品はしばしばシェジーによる台本の完成度の低さが指摘され（彼女はその後名誉挽回を狙ってシューベルトに『キプロスの女王ロザムンデ』の附属音楽を依頼したがこれも失敗に終わっている）、全編の演奏にあたっては何度か改訂の試みがなされている。トーヴィーによる改訂版（1902年）がトスカニーニ、ジュリーニらの演奏で採用されているほか、マーラーとカルベックによる改訂版（1903年）が存在する。